# Lista de espécies de orquídeas do gênero Eulophia
Lista das espécies de orquídeas do gênero Eulophia  R.Br. ex Lindl. (1821)

## a
1. Eulophia abyssinica  Rchb.f. (1850)
2. Eulophia aculeata  (L.f.) Spreng. (1826)
3. Eulophia acutilabra  Summerh. (1927)
4. Eulophia adenoglossa  (Lindl.) Rchb.f. (1878)
5. Eulophia albobrunnea  Kraenzl. (1902)
6. Eulophia aloifolia  Welw. ex Rchb.f. (1867)
7. Eulophia alta  (L.) Fawc. & Rendle (1910)
8. Eulophia amblyosepala  (Schltr.) Butzin (1975)
9. Eulophia andamanensis  Rchb.f. (1872)
10. Eulophia angolensis  (Rchb.f.) Summerh. (1958)
11. Eulophia angornensis  (Rchb.f.) P.J.Cribb (1998)
12. Eulophia angustilabris  Seidenf. (1985)
13. Eulophia antunesii  Rolfe (1889)
14. Eulophia arenicola  Schltr. (1903)
15. Eulophia aurantiaca  Rolfe (1897)

## b
1. Eulophia barteri  Summerh. (1936)
2. Eulophia beravensis  Rchb.f. (1881)
3. Eulophia bicallosa  (D.Don) P.F.Hunt & Summerh. (1966)
4. Eulophia biloba  Schltr. (1899)
5. Eulophia bisaccata  Kraenzl. (1902)
6. Eulophia borbonica  Bosser (2002)
7. Eulophia borneensis  Ridl. (1896)
8. Eulophia bouliawongo  (Rchb.f.) J.Raynal (1966)
9. Eulophia bracteosa  Lindl. (1833)
10. Eulophia brenanii  P.J.Cribb & la Croix (1998)
11. Eulophia buettneri  (Kraenzl.) Summerh.  (1936
12. Eulophia burmanica  Hook.f.  (1890

## c
1. Eulophia calantha  Schltr. (1903)
2. Eulophia calanthoides  Schltr. (1895)
3. Eulophia callichroma  Rchb.f. (1881)
4. Eulophia campanulata  Duthie (1902)
5. Eulophia campbellii  Prain (1904)
6. Eulophia caricifolia  (Rchb.f.) Summerh. (1936)
7. Eulophia carsonii  Rolfe (1897)
8. Eulophia chaunanthe  Seidenf. (1983)
9. Eulophia chilangensis  Summerh. (1927)
10. Eulophia chlorantha  Schltr. (1895)
11. Eulophia chrysoglossoides  Schltr. (1906)
12. Eulophia clandestina  (Börge Pett.) ined..

## d
1. Eulophia dabia  (D.Don) Hochr. (1910)
2. Eulophia dactylifera  P.J.Cribb (1977)
3. Eulophia dahliana  Kraenzl. (1896)
4. Eulophia densiflora  Lindl. (1859)
5. Eulophia dentata  Ames (1911)
6. Eulophia distans  (Summerh.) ined.
7. Eulophia divergens  Fritsch (1901)
8. Eulophia dufossei  Guillaumin (1930)

## e
1. Eulophia ecristata  (Fernald) Ames (1904)
2. Eulophia elegans  Schltr. (1915)
3. Eulophia emilianae  C.J.Saldanha (1974)
4. Eulophia ensata  Lindl. (1828)
5. Eulophia ephippium  (Rchb.f.) Butzin (1975)
6. Eulophia epidendraea  (J.König ex Retz.) C.E.C.Fisch. (1928)
7. Eulophia epiphanoides  Schltr. (1915)
8. Eulophia euantha  Schltr. (1915)
9. Eulophia euglossa  (Rchb.f.) Rchb.f. ex Bateman (1866)
10. Eulophia eustachya  (Rchb.f.) Geerinck (1988)
11. Eulophia exaltata  Rchb.f. (1857)
12. Eulophia explanata  Lindl. (1833)
13. Eulophia eylesii  Summerh. (1937)

## f
1. Eulophia fernandeziana  Geerinck (1990)
2. Eulophia filifolia  Bosser & Morat (2001)
3. Eulophia flava  (Lindl.) Hook.f. (1890)
4. Eulophia flavopurpurea  (Rchb.f.) Rolfe (1897)
5. Eulophia foliosa  (Lindl.) Bolus (1882)
6. Eulophia fridericii  (Rchb.f.) A.V.Hall (1965)

## g
1. Eulophia galeoloides  Kraenzl. (1898)
2. Eulophia gastrodioides  Schltr. (1899)
3. Eulophia gonychila  Schltr. (1903)
4. Eulophia gracilis  Lindl. (1823)
5. Eulophia graminea  Lindl. (1833)
6. Eulophia grandidieri  H.Perrier (1935)
7. Eulophia guineensis  Lindl. (1823) - Typus Species -

## h
1. Eulophia herbacea  Lindl. (1833)
2. Eulophia hereroensis  Schltr. (1896)
3. Eulophia hirschbergii  Summerh.  (1958
4. Eulophia hologlossa  Schltr. (1913)
5. Eulophia holubii  Rolfe  (1897

## i
1. Eulophia ibityensis  Schltr. (1925)

## j
1. Eulophia javanica  J.J.Sm. (1921)
2. Eulophia juncifolia  Summerh. (1958)

## k
1. Eulophia kamarupa  Sud.Chowdhury (1993)
2. Eulophia katangensis  (De Wild.) De Wild. (1919)
3. Eulophia kyimbilae  Schltr. (1915)

## l
1. Eulophia lachnocheila  Hook.f. (1890)
2. Eulophia latilabris  Summerh. (1936)
3. Eulophia laurentii  (De Wild.) Summerh. (1960)
4. Eulophia leachii  Greatrex ex A.V.Hall (1965)
5. Eulophia lejolyana  Geerinck (1990)
6. Eulophia lenbrassii  Ormerod (2003)
7. Eulophia leonensis  Rolfe (1897)
8. Eulophia leontoglossa  Rchb.f. (1881)
9. Eulophia litoralis  Schltr. (1899)
10. Eulophia livingstoneana  (Rchb.f.) Summerh. (1947)
11. Eulophia longisepala  Rendle (1894)

## m
1. Eulophia macaulayi  Summerh. (1927)
2. Eulophia mackinnonii  Duthie (1902)
3. Eulophia macowanii  Rolfe (1912)
4. Eulophia macra  Ridl. (1886)
5. Eulophia macrantha  Rolfe (1897)
6. Eulophia macrobulbon  (C.S.P.Parish & Rchb.f.) Hook.f. (1890)
7. Eulophia malangana  (Rchb.f.) Summerh. (1956)
8. Eulophia mangenotiana  Bosser & Veyret (1970)
9. Eulophia mannii  (Rchb.f.) Hook.f. (1890)
10. Eulophia massokoensis  Schltr. (1915)
11. Eulophia mechowii  (Rchb.f.) T.Durand & Schinz (1894)
12. Eulophia meleagris  Rchb.f. (1847)
13. Eulophia milnei  Rchb.f. (1881)
14. Eulophia monantha  W.W.Sm. (1921)
15. Eulophia monile  Rchb.f. (1867)
16. Eulophia monotropis  Schltr. (1916)
17. Eulophia monticola  Rolfe (1897)
18. Eulophia monti s-elgonis Summerh. (1932)
19. Eulophia moratii  N.Hallé  (1977
20. Eulophia mumbwaensis  Summerh. (1927)

## n
1. Eulophia nervosa  H.Perrier (1935)
2. Eulophia nicobarica  N.P.Balakr. & N.G.Nair (1976)
3. Eulophia norlindhii  Summerh. (1937)
4. Eulophia nuttii  Rolfe (1897)
5. Eulophia nyasae  Rendle (1894)

## o
1. Eulophia obscura  P.J.Cribb (1977)
2. Eulophia obstipa  P.J.Cribb & la Croix (1998)
3. Eulophia obtusa  (Lindl.) Hook.f. (1890)
4. Eulophia ochreata  Lindl. (1859)
5. Eulophia odontoglossa  Rchb.f. (1846)
6. Eulophia orthoplectra  (Rchb.f.) Summerh. (1939)
7. Eulophia ovalis  Lindl. (1836)

## p
1. Eulophia parilamellata  Butzin (1975)
2. Eulophia parviflora  (Lindl.) A.V.Hall (1965)
3. Eulophia parvilabris  Lindl. (1836)
4. Eulophia parvula  (Rendle) Summerh. (1957)
5. Eulophia pauciflora  Guillaumin (1930)
6. Eulophia pelorica  D.L.Jones & M.A.Clem. (2004)
7. Eulophia penduliflora  Kraenzl. (1901)
8. Eulophia perrieri  Schltr. (1913)
9. Eulophia petersii  (Rchb.f.) Rchb.f. (1865)
10. Eulophia pileata  Ridl. (1885)
11. Eulophia plantaginea  (Thouars) Rolfe ex Hochr. (1908)
12. Eulophia platypetala  Lindl. (1836)
13. Eulophia pratensis  Lindl. (1859)
14. Eulophia promensis  Lindl. (1833)
15. Eulophia protearum  Rchb.f. (1867)
16. Eulophia pulchra  (Thouars) Lindl. (1833)
17. Eulophia pyrophila  (Rchb.f.) Summerh. (1947)

## r
1. Eulophia ramifera  Summerh. (1958)
2. Eulophia ramosa  Ridl. (1885)
3. Eulophia rara  Schltr. (1915)
4. Eulophia reticulata  Ridl. (1885)
5. Eulophia rhodesiaca  Schltr. (1916)
6. Eulophia richardsiae  P.J.Cribb & la Croix (1997)
7. Eulophia rolfeana  Kraenzl. (1903)
8. Eulophia rosea  (Lindl.) A.D.Hawkes (1964)
9. Eulophia rugulosa  Summerh. (1958)
10. Eulophia rutenbergiana  Kraenzl. (1882)
11. Eulophia ruwenzoriensis  Rendle (1895)

## s
1. Eulophia sabulosa  Schltr. (1915)
2. Eulophia saxicola  P.J.Cribb & G.Will. (1977)
3. Eulophia schaijesii  Geerinck (1985)
4. Eulophia schweinfurthii  Kraenzl. (1893)
5. Eulophia seleensis  (De Wild.) Butzin (1975)
6. Eulophia siamensis  Rolfe ex Downie (1925)
7. Eulophia sooi  Chun & Tang ex S.C.Chen (1999)
8. Eulophia sordida  Kraenzl. (1902)
9. Eulophia speciosa  (R.Br. ex Lindl.) Bolus (1889)
10. Eulophia spectabilis  (Dennst.) Suresh (1988)
11. Eulophia stachyodes  Rchb.f. (1878)
12. Eulophia stenopetala  Lindl. (1859)
13. Eulophia stenoplectra  Summerh. (1958)
14. Eulophia streptopetala  Lindl. (1826)
15. Eulophia stricta  Rolfe (1897)
16. Eulophia subsaprophytica  Schltr. (1915)
17. Eulophia subulata  Rendle (1895)
18. Eulophia suzannae  Geerinck (1990)
19. Eulophia sylviae  Geerinck (1990)

## t
1. Eulophia tabularis  (L.f.) Bolus (1888)
2. Eulophia taitensis  Pfennig & P.J.Cribb (1977)
3. Eulophia tanganyikensis  Rolfe (1897)
4. Eulophia tenella  Rchb.f. (1847)
5. Eulophia thomsonii  Rolfe (1897)
6. Eulophia toyoshimae  Nakai (1920)
7. Eulophia tricristata  Schltr. (1903)
8. Eulophia trilamellata  De Wild. (1919)
9. Eulophia tuberculata  Bolus (1889)

## u
1. Eulophia ukingensis  Schltr. (1915)

## v
1. Eulophia venosa  (F.Muell.) Rchb.f. ex Benth. (1873)
2. Eulophia venulosa  Rchb.f. (1881)
3. Eulophia venusta  Schltr. (1919)
4. Eulophia versicolor  Frapp. ex Cordem. (1895)

## w
1. Eulophia walleri  (Rchb.f.) Kraenzl. (1895)
2. Eulophia welwitschii  (Rchb.f.) Rolfe (1889)
3. Eulophia wendlandiana  Kraenzl. (1897)

## z
1. Eulophia zeyheriana  Sond. (1846)
2. Eulophia zollingeri  (Rchb.f.) J.J.Sm. (1905)